# Liga Mundial de Voleibol de 2003
A Liga Mundial de Voleibol de 2003 foi a 14ª edição do torneio anual masculino promovido pela Federação Internacional de Voleibol (FIVB). A fase final foi realizada em Madrid, na Espanha.

## Equipes participantes
Equipes que intervieram na edição 2003 da Liga Mundial integrando os seguintes grupos:
| Grupo A                          | Grupo B                         | Grupo C                                         | Grupo D                     |
| -------------------------------- | ------------------------------- | ----------------------------------------------- | --------------------------- |
| Rússia Polónia Espanha Venezuela | Brasil Itália Portugal Alemanha | Sérvia e Montenegro Países Baixos Cuba Bulgária | França Chéquia Grécia Japão |

## Fase intercontinental

### Grupo A
| Pos | Equipe    | Pts | J  | V  | D | PP    | PC    | PA    | SP | SC | SA    |
| --- | --------- | --- | -- | -- | - | ----- | ----- | ----- | -- | -- | ----- |
| 1   | Rússia    | 22  | 12 | 10 | 2 | 1,054 | 917   | 1,149 | 31 | 13 | 2,385 |
| 2   | Polónia   | 18  | 12 | 6  | 6 | 1,034 | 1,010 | 1,024 | 24 | 21 | 1,143 |
| 3   | Espanha   | 17  | 12 | 5  | 7 | 1,177 | 1,239 | 0,950 | 23 | 31 | 0,742 |
| 4   | Venezuela | 15  | 12 | 3  | 9 | 948   | 1,047 | 0,905 | 16 | 29 | 0,552 |

PTS - pontos, J - jogos, V - vitórias, D - derrotas, PP - pontos pró, PC - pontos contra, PA - pontos average, SP - sets pró, SC - sets contra, SA - sets average
| Data  | Jogo      | Jogo | Jogo      | Parciais | Parciais | Parciais | Parciais | Parciais | Cidade               |
| Data  | Jogo      | Jogo | Jogo      | 1        | 2        | 3        | 4        | 5        | Cidade               |
| ----- | --------- | ---- | --------- | -------- | -------- | -------- | -------- | -------- | -------------------- |
| 24/05 | Espanha   | 3-2  | Polônia   | 25-27    | 29-31    | 26-24    | 25-22    | 16-14    | Valência             |
| 24/05 | Venezuela | 1-3  | Rússia    | 25-16    | 21-25    | 13-25    | 15-25    | -        | Cabimas              |
| 25/05 | Venezuela | 0-3  | Rússia    | 15-25    | 17-25    | 22-25    | -        | -        | Cabimas              |
| 25/05 | Espanha   | 3-2  | Polônia   | 18-25    | 27-25    | 24-26    | 25-23    | 15-11    | Castelló de la Plana |
| 30/05 | Rússia    | 3-1  | Espanha   | 18-25    | 25-19    | 25-20    | 25-18    | -        | Belgorod             |
| 31/05 | Venezuela | 0-3  | Polônia   | 17-25    | 21-25    | 18-25    | -        | -        | Barquisimeto         |
| 31/05 | Rússia    | 3-1  | Espanha   | 25-19    | 24-26    | 25-15    | 25-20    | -        | Belgorod             |
| 1/06  | Venezuela | 1-3  | Polônia   | 24-26    | 25-20    | 19-25    | 21-25    | -        | Barquisimeto         |
| 6/06  | Espanha   | 2-3  | Rússia    | 18-25    | 23-25    | 26-24    | 25-23    | 9-15     | Torrevieja           |
| 6/06  | Polônia   | 0-3  | Venezuela | 20-25    | 22-25    | 20-25    | -        | -        | Bydgoszcz            |
| 7/06  | Polônia   | 3-0  | Venezuela | 25-18    | 25-13    | 25-23    | -        | -        | Bydgoszcz            |
| 8/06  | Espanha   | 1-3  | Rússia    | 24-26    | 25-20    | 21-25    | 23-25    | -        | Torrevieja           |
| 13/06 | Rússia    | 3-0  | Venezuela | 25-23    | 25-17    | 27-25    | -        | -        | Moscou               |
| 13/06 | Polônia   | 3-1  | Espanha   | 25-22    | 33-31    | 15-25    | 25-14    | -        | Lodz                 |
| 14/06 | Polônia   | 2-3  | Espanha   | 22-25    | 18-25    | 22-25    | 25-17    | 11-15    | Lodz                 |
| 14/06 | Rússia    | 3-1  | Venezuela | 25-14    | 22-25    | 25-13    | 25-21    | -        | Moscou               |
| 20/06 | Espanha   | 3-2  | Venezuela | 23-25    | 26-24    | 25-23    | 23-25    | 15-13    | Madrid               |
| 20/06 | Polônia   | 0-3  | Rússia    | 19-25    | 20-25    | 20-25    | -        | -        | Katowice             |
| 21/06 | Polônia   | 3-1  | Rússia    | 25-22    | 31-33    | 25-21    | 25-17    | -        | Katowice             |
| 22/06 | Espanha   | 1-3  | Venezuela | 25-19    | 22-25    | 22-25    | 16-25    | -        | Madrid               |
| 27/06 | Rússia    | 3-0  | Polônia   | 25-15    | 25-20    | 25-14    | -        | -        | Moscou               |
| 28/06 | Venezuela | 3-1  | Espanha   | 22-25    | 25-22    | 26-24    | 26-24    | -        | Cabimas              |
| 28/06 | Rússia    | 0-3  | Polônia   | 23-25    | 19-25    | 29-31    | -        | -        | Moscou               |
| 29/06 | Venezuela | 2-3  | Espanha   | 22-25    | 25-20    | 20-25    | 25-22    | 13-15    | Cabimas              |

### Grupo B
| Pos | Equipe   | Pts | J  | V  | D  | PP    | PC    | PA    | SP | SC | SA    |
| --- | -------- | --- | -- | -- | -- | ----- | ----- | ----- | -- | -- | ----- |
| 1   | Brasil   | 22  | 12 | 10 | 2  | 1,074 | 946   | 1,135 | 32 | 13 | 2,462 |
| 2   | Itália   | 20  | 12 | 8  | 4  | 1,063 | 985   | 1,079 | 28 | 16 | 1,750 |
| 3   | Alemanha | 16  | 12 | 4  | 8  | 1,053 | 1,148 | 0,917 | 20 | 29 | 0,690 |
| 4   | Portugal | 14  | 12 | 2  | 10 | 929   | 1,040 | 0,893 | 11 | 33 | 0,333 |

PTS - pontos, J - jogos, V - vitórias, D - derrotas, PP - pontos pró, PC - pontos contra, PA - pontos average, SP - sets pró, SC - sets contra, SA - sets average
| Data  | Jogo     | Jogo | Jogo     | Parciais | Parciais | Parciais | Parciais | Parciais | Cidade     |
| Data  | Jogo     | Jogo | Jogo     | 1        | 2        | 3        | 4        | 5        | Cidade     |
| ----- | -------- | ---- | -------- | -------- | -------- | -------- | -------- | -------- | ---------- |
| 23/05 | Itália   | 3-0  | Portugal | 25-16    | 25-18    | 25-19    | -        | -        | Perugia    |
| 24/05 | Brasil   | 3-0  | Alemanha | 25-15    | 29-27    | 25-19    | -        | -        | São Paulo  |
| 25/05 | Brasil   | 3-1  | Alemanha | 25-16    | 23-25    | 25-13    | 25-14    | -        | São Paulo  |
| 25/05 | Itália   | 3-0  | Portugal | 25-19    | 27-25    | 25-18    | -        | -        | Benevento  |
| 30/05 | Itália   | 1-3  | Brasil   | 23-25    | 23-25    | 25-19    | 23-25    | -        | Florença   |
| 31/05 | Portugal | 2-3  | Alemanha | 25-23    | 19-25    | 25-18    | 24-26    | 9-15     | Matosinhos |
| 1/06  | Portugal | 3-1  | Alemanha | 25-21    | 24-26    | 25-19    | 25-17    | -        | Matosinhos |
| 1/06  | Itália   | 3-2  | Brasil   | 23-25    | 21-25    | 25-21    | 25-22    | 16-14    | Bolonha    |
| 7/06  | Alemanha | 1-3  | Itália   | 19-25    | 24-26    | 25-22    | 16-25    | -        | Munique    |
| 7/06  | Portugal | 0-3  | Brasil   | 21-25    | 25-27    | 22-25    | -        | -        | Matosinhos |
| 8/06  | Alemanha | 1-3  | Itália   | 18-25    | 25-19    | 22-25    | 29-31    | -        | Munique    |
| 8/06  | Portugal | 0-3  | Brasil   | 19-25    | 23-25    | 15-25    | -        | -        | Matosinhos |
| 14/06 | Alemanha | 2-3  | Brasil   | 18-25    | 23-25    | 25-22    | 25-21    | 9-15     | Berlim     |
| 14/06 | Portugal | 0-3  | Itália   | 22-25    | 22-25    | 26-28    | -        | -        | Matosinhos |
| 15/06 | Alemanha | 0-3  | Brasil   | 21-25    | 19-25    | 20-25    | -        | -        | Berlim     |
| 15/06 | Portugal | 0-3  | Itália   | 21-25    | 15-25    | 21-25    | -        | -        | Matosinhos |
| 21/06 | Brasil   | 0-3  | Itália   | 27-29    | 23-25    | 19-25    | -        | -        | Brasília   |
| 21/06 | Alemanha | 2-3  | Portugal | 25-22    | 17-25    | 23-25    | 25-23    | 11-15    | Leipzig    |
| 22/06 | Brasil   | 3-1  | Itália   | 23-25    | 27-25    | 25-22    | 25-21    | -        | Brasília   |
| 22/06 | Alemanha | 3-1  | Portugal | 17-25    | 25-22    | 33-31    | 25-17    | -        | Leipzig    |
| 27/06 | Brasil   | 3-1  | Portugal | 21-25    | 25-16    | 25-14    | 25-19    | -        | Betim      |
| 27/06 | Itália   | 1-3  | Alemanha | 23-25    | 28-26    | 22-25    | 22-25    | -        | Trieste    |
| 28/06 | Brasil   | 3-1  | Portugal | 25-16    | 25-23    | 21-25    | 25-18    | -        | Betim      |
| 29/06 | Itália   | 1-3  | Alemanha | 25-19    | 21-25    | 21-25    | 22-25    | -        | Verona     |

### Grupo C
| Pos | Equipe              | Pts | J  | V | D | PP    | PC    | PA    | SP | SC | SA    |
| --- | ------------------- | --- | -- | - | - | ----- | ----- | ----- | -- | -- | ----- |
| 1   | Sérvia e Montenegro | 20  | 12 | 8 | 4 | 1,138 | 1,054 | 1,080 | 30 | 19 | 1,579 |
| 2   | Bulgária            | 20  | 12 | 8 | 4 | 1,185 | 1,108 | 1,069 | 31 | 21 | 1,476 |
| 3   | Países Baixos       | 17  | 12 | 5 | 7 | 1,029 | 1,081 | 0,952 | 20 | 27 | 0,741 |
| 4   | Cuba                | 15  | 12 | 3 | 9 | 954   | 1,063 | 0,897 | 16 | 30 | 0,533 |

PTS - pontos, J - jogos, V - vitórias, D - derrotas, PP - pontos pró, PC - pontos contra, PA - pontos average, SP - sets pró, SC - sets contra, SA - sets average
| Data  | Jogo          | Jogo | Jogo          | Parciais | Parciais | Parciais | Parciais | Parciais | Cidade    |
| Data  | Jogo          | Jogo | Jogo          | 1        | 2        | 3        | 4        | 5        | Cidade    |
| ----- | ------------- | ---- | ------------- | -------- | -------- | -------- | -------- | -------- | --------- |
| 24/05 | Bulgária      | 2-3  | Cuba          | 25-20    | 25-18    | 22-25    | 29-31    | 13-15    | Varna     |
| 24/05 | Países Baixos | 1-3  | Sérvia        | 25-20    | 21-25    | 16-25    | 18-25    | -        | Eindhoven |
| 25/05 | Bulgária      | 3-0  | Cuba          | 25-19    | 32-30    | 25-15    | -        | -        | Varna     |
| 25/05 | Países Baixos | 3-1  | Sérvia        | 25-23    | 20-25    | 32-30    | 25-22    | -        | Eindhoven |
| 30/05 | Sérvia        | 3-2  | Bulgária      | 26-24    | 23-25    | 25-22    | 18-25    | 15-13    | Belgrado  |
| 31/05 | Países Baixos | 3-0  | Cuba          | 25-22    | 25-16    | 25-20    | -        | -        | Rotterdam |
| 1/06  | Países Baixos | 3-2  | Cuba          | 19-25    | 18-25    | 25-19    | 25-21    | 15-12    | Rotterdam |
| 1/06  | Sérvia        | 2-3  | Bulgária      | 28-26    | 23-25    | 20-25    | 26-24    | 9-15     | Podgorica |
| 6/06  | Países Baixos | 1-3  | Bulgária      | 25-22    | 23-25    | 21-25    | 20-25    | -        | Amsterdam |
| 6/06  | Cuba          | 2-3  | Sérvia        | 25-21    | 21-25    | 25-17    | 17-25    | 11-15    | Havana    |
| 7/06  | Países Baixos | 2-3  | Bulgária      | 22-25    | 24-26    | 25-20    | 25-21    | 12-15    | Amsterdam |
| 7/06  | Cuba          | 1-3  | Sérvia        | 20-25    | 26-24    | 23-25    | 21-25    | -        | Havana    |
| 13/06 | Bulgária      | 3-0  | Países Baixos | 25-22    | 25-18    | 25-18    | -        | -        | Varna     |
| 13/06 | Sérvia        | 3-0  | Cuba          | 25-19    | 25-17    | 25-19    | -        | -        | Novi Sad  |
| 15/06 | Bulgária      | 2-3  | Países Baixos | 22-25    | 21-25    | 25-19    | 25-20    | 9-15     | Varna     |
| 15/06 | Sérvia        | 3-0  | Cuba          | 25-16    | 25-13    | 25-18    | -        | -        | Podgorica |
| 15/06 | Bulgária      | 3-1  | Sérvia        | 23-25    | 25-20    | 25-21    | 25-22    | -        | Varna     |
| 20/06 | Cuba          | 3-0  | Países Baixos | 25-18    | 25-23    | 25-19    | -        | -        | Havana    |
| 21/06 | Bulgária      | 3-2  | Sérvia        | 14-25    | 25-23    | 25-22    | 20-25    | 15-11    | Varna     |
| 21/06 | Cuba          | 1-3  | Países Baixos | 19-25    | 19-25    | 25-16    | 23-25    | -        | Havana    |
| 27/06 | Sérvia        | 3-0  | Países Baixos | 27-25    | 25-17    | 25-23    | -        | -        | Belgrado  |
| 27/06 | Cuba          | 1-3  | Bulgária      | 20-25    | 25-22    | 19-25    | 13-25    | -        | Havana    |
| 28/06 | Sérvia        | 3-1  | Países Baixos | 34-32    | 23-25    | 25-20    | 25-18    | -        | Novi Sad  |
| 28/06 | Cuba          | 3-1  | Bulgária      | 25-20    | 17-25    | 25-23    | 25-22    | -        | Havana    |

### Grupo D
| Pos | Equipe  | Pts | J  | V | D | PP    | PC    | PA    | SP | SC | SA    |
| --- | ------- | --- | -- | - | - | ----- | ----- | ----- | -- | -- | ----- |
| 1   | Chéquia | 20  | 12 | 8 | 4 | 1,084 | 1,043 | 1,039 | 29 | 19 | 1,039 |
| 2   | Grécia  | 19  | 12 | 7 | 5 | 1,092 | 1,100 | 0,993 | 24 | 25 | 0,960 |
| 3   | França  | 18  | 12 | 6 | 6 | 1,091 | 1,037 | 1,052 | 26 | 20 | 1,052 |
| 4   | Japão   | 15  | 12 | 3 | 9 | 1,013 | 1,100 | 0,921 | 16 | 31 | 0,516 |

PTS - pontos, J - jogos, V - vitórias, D - derrotas, PP - pontos pró, PC - pontos contra, PA - pontos average, SP - sets pró, SC - sets contra, SA - sets average
| Data  | Jogo       | Jogo | Jogo       | Parciais | Parciais | Parciais | Parciais | Parciais | Cidade    |
| Data  | Jogo       | Jogo | Jogo       | 1        | 2        | 3        | 4        | 5        | Cidade    |
| ----- | ---------- | ---- | ---------- | -------- | -------- | -------- | -------- | -------- | --------- |
| 16/05 | França     | 3-1  | Rep. Checa | 20-25    | 25-23    | 25-19    | 25-17    | -        | Grenoble  |
| 16/05 | Grécia     | 3-0  | Japão      | 25-19    | 25-20    | 25-16    | -        | -        | Xanthi    |
| 17/05 | França     | 3-0  | Rep. Checa | 25-18    | 25-22    | 25-22    | -        | -        | Grenoble  |
| 17/05 | Grécia     | 3-1  | Japão      | 25-20    | 25-17    | 22-25    | 25-16    | -        | Xanthi    |
| 23/05 | França     | 1-3  | Japão      | 15-25    | 24-26    | 25-22    | 21-25    | -        | Nantes    |
| 23/05 | Grécia     | 3-2  | Rep. Checa | 21-25    | 25-23    | 19-25    | 25-22    | 15-13    | Larissa   |
| 24/05 | França     | 3-1  | Japão      | 25-16    | 25-18    | 22-25    | 29-27    | -        | Nantes    |
| 25/05 | Grécia     | 0-3  | Rep. Checa | 27-29    | 22-25    | 23-25    | -        | -        | Lamia     |
| 31/05 | Rep. Checa | 3-1  | França     | 25-23    | 18-25    | 25-17    | 25-20    | -        | Ostrava   |
| 31/05 | Japão      | 2-3  | Grécia     | 25-19    | 21-25    | 22-25    | 25-23    | 12-15    | Fukushima |
| 1/06  | Japão      | 3-2  | Grécia     | 26-28    | 25-16    | 25-22    | 22-25    | 15-13    | Fukushima |
| 1/06  | Rep. Checa | 3-2  | França     | 19-25    | 25-18    | 19-25    | 26-24    | 18-16    | Ostrava   |
| 6/06  | Grécia     | 0-3  | França     | 24-26    | 28-30    | 23-25    | -        | -        | Patra     |
| 7/06  | Rep. Checa | 3-0  | Japão      | 25-23    | 25-14    | 26-24    | -        | -        | Ostrava   |
| 7/06  | Grécia     | 3-1  | França     | 25-20    | 16-25    | 30-28    | 28-26    | -        | Patra     |
| 8/06  | Rep. Checa | 3-0  | Japão      | 25-21    | 25-19    | 25-18    | -        | -        | Ostrava   |
| 13/06 | França     | 2-3  | Grécia     | 24-26    | 28-30    | 25-22    | 25-21    | 13-15    | Paris     |
| 14/06 | Japão      | 1-3  | Rep. Checa | 20-25    | 22-25    | 25-22    | 22-25    | -        | Tóquio    |
| 15/06 | Japão      | 2-3  | Rep. Checa | 24-26    | 25-20    | 21-25    | 25-23    | 15-17    | Tóquio    |
| 15/06 | França     | 3-0  | Grécia     | 25-20    | 25-20    | 25-19    | -        | -        | Dijon     |
| 21/06 | Rep. Checa | 3-1  | Grécia     | 21-25    | 25-16    | 25-20    | 25-13    | -        | Ostrava   |
| 21/06 | Japão      | 0-3  | França     | 26-28    | 26-28    | 17-25    | -        | -        | Fukuoka   |
| 22/06 | Japão      | 3-1  | França     | 25-22    | 25-23    | 16-25    | 25-21    | -        | Fukuoka   |
| 22/06 | Rep. Checa | 2-3  | Grécia     | 21-25    | 25-23    | 25-23    | 17-25    | 8-15     | Ostrava   |

## Fase final

### Países classificados
| País                | Classificação           |
| ------------------- | ----------------------- |
| Espanha             | País-sede da fase final |
| Rússia              | Campeão do Grupo A      |
| Brasil              | Campeão do Grupo B      |
| Itália              | Vice-campeão do Grupo B |
| Sérvia e Montenegro | Campeão do Grupo C      |
| Bulgária            | Vice-campeão do Grupo C |
| República Checa     | Campeão do Grupo D      |
| Grécia              | Vice-ampeão do Grupo D  |

### Grupo E
| Pos | Equipe              | Pts | J | V | D | PP  | PC  | PA    | SP | SC | SA    |
| --- | ------------------- | --- | - | - | - | --- | --- | ----- | -- | -- | ----- |
| 1   | Sérvia e Montenegro | 6   | 3 | 3 | 0 | 262 | 236 | 1,110 | 9  | 2  | 4,500 |
| 2   | Chéquia             | 5   | 3 | 2 | 1 | 259 | 240 | 1,079 | 6  | 5  | 1,200 |
| 3   | Espanha             | 4   | 3 | 1 | 2 | 263 | 283 | 0,929 | 5  | 7  | 0,714 |
| 4   | Grécia              | 3   | 3 | 0 | 3 | 256 | 281 | 0,911 | 3  | 9  | 0,333 |

PTS - pontos, J - jogos, V - vitórias, D - derrotas, PP - pontos pró, PC - pontos contra, PA - pontos average, SP - sets pró, SC - sets contra, SA - sets average
| Data  | Jogo       | Jogo | Jogo       | Parciais | Parciais | Parciais | Parciais | Parciais |
| Data  | Jogo       | Jogo | Jogo       | 1        | 2        | 3        | 4        | 5        |
| ----- | ---------- | ---- | ---------- | -------- | -------- | -------- | -------- | -------- |
| 8/07  | Sérvia     | 3-0  | Rep. Checa | 25-23    | 25-22    | 26-24    | -        | -        |
| 8/07  | Espanha    | 3-1  | Grécia     | 22-25    | 25-21    | 25-22    | 25-23    | -        |
| 9/07  | Rep. Checa | 3-1  | Grécia     | 18-25    | 25-19    | 25-21    | 25-15    | -        |
| 9/07  | Espanha    | 1-3  | Sérvia     | 19-25    | 20-25    | 25-20    | 18-25    | -        |
| 10/07 | Sérvia     | 3-1  | Grécia     | 26-24    | 25-15    | 15-25    | 25-21    | -        |
| 10/07 | Espanha    | 1-3  | Rep. Checa | 15-25    | 21-25    | 22-25    | 23-25    | -        |

### Grupo F
| Pos | Equipe   | Pts | J | V | D | PP  | PC  | PA    | SP | SC | SA    |
| --- | -------- | --- | - | - | - | --- | --- | ----- | -- | -- | ----- |
| 1   | Brasil   | 6   | 3 | 3 | 0 | 291 | 250 | 1,164 | 9  | 3  | 3,000 |
| 2   | Itália   | 4   | 3 | 1 | 2 | 299 | 292 | 1,024 | 6  | 7  | 0,857 |
| 3   | Bulgária | 4   | 3 | 1 | 2 | 258 | 278 | 0,928 | 5  | 7  | 0,714 |
| 4   | Rússia   | 4   | 3 | 1 | 2 | 269 | 297 | 0,906 | 5  | 8  | 0,625 |

PTS - pontos, J - jogos, V - vitórias, D - derrotas, PP - pontos pró, PC - pontos contra, PA - pontos average, SP - sets pró, SC - sets contra, SA - sets average
| Data  | Jogo     | Jogo | Jogo     | Parciais | Parciais | Parciais | Parciais | Parciais |
| Data  | Jogo     | Jogo | Jogo     | 1        | 2        | 3        | 4        | 5        |
| ----- | -------- | ---- | -------- | -------- | -------- | -------- | -------- | -------- |
| 8/07  | Brasil   | 3-1  | Bulgária | 19-25    | 25-21    | 25-18    | 25-11    | -        |
| 8/07  | Rússia   | 3-2  | Itália   | 20-25    | 25-20    | 19-25    | 25-22    | 15-13    |
| 9/07  | Itália   | 3-1  | Bulgária | 21-25    | 25-19    | 25-23    | 25-23    | -        |
| 9/07  | Brasil   | 3-1  | Rússia   | 25-19    | 24-26    | 25-17    | 25-15    | -        |
| 10/07 | Bulgária | 3-1  | Rússia   | 18-25    | 25-23    | 25-18    | 25-22    | -        |
| 10/07 | Brasil   | 3-1  | Itália   | 31-29    | 25-21    | 17-25    | 25-23    | -        |

### Semifinais
| Data  | Jogo   | Jogo | Jogo       | Parciais | Parciais | Parciais | Parciais | Parciais |
| Data  | Jogo   | Jogo | Jogo       | 1        | 2        | 3        | 4        | 5        |
| ----- | ------ | ---- | ---------- | -------- | -------- | -------- | -------- | -------- |
| 12/07 | Sérvia | 3-0  | Itália     | 26-24    | 25-22    | 25-16    | -        | -        |
| 12/07 | Brasil | 3-0  | Rep. Checa | 25-12    | 25-20    | 25-18    | -        | -        |

### Disputa de 3º lugar
| Data  | Jogo   | Jogo | Jogo       | Parciais | Parciais | Parciais | Parciais | Parciais |
| Data  | Jogo   | Jogo | Jogo       | 1        | 2        | 3        | 4        | 5        |
| ----- | ------ | ---- | ---------- | -------- | -------- | -------- | -------- | -------- |
| 13/07 | Itália | 3-1  | Rep. Checa | 22-25    | 25-22    | 25-22    | 25-19    | -        |

### Final
| Data  | Jogo   | Jogo | Jogo                | Parciais | Parciais | Parciais | Parciais | Parciais |
| Data  | Jogo   | Jogo | Jogo                | 1        | 2        | 3        | 4        | 5        |
| ----- | ------ | ---- | ------------------- | -------- | -------- | -------- | -------- | -------- |
| 13/07 | Brasil | 3-2  | Sérvia e Montenegro | 25-16    | 21-25    | 19-25    | 25-23    | 31-29    |

## Classificação final
| 1 | 2 | 3 |
| Brasil Roberto Minuzzi · Marcelo Elgarten · Giovane Gavio · André Heller · Henrique Randow · Maurício Lima · Gilberto Godoy Filho · Murilo Endres · André Nascimento · Sérgio Dutra Santos · Anderson Rodrigues · Nalbert Bitencourt · Gustavo Endres · Rodrigo Santana · Wesley Ribeiro · Leandro Vissotto · Ricardo Garcia · Dante Amaral · Técnico: Bernardo Rezende | Sérvia e Montenegro Jokanovic · Vasic · Mladen Majdak · Bojan Janic · Mitrovic · Slobodan Boskan · Dula Mester · Vasa Mijic · Nikola Grbic · Vladimir Grbic · Perosevic · Andrija Geric · Goran Vujevic · Ivan Miljkovic · Ivan Ilic · Knezevic · Milan Markovic · Vusurovic · Técnico: Veselin Vukovic | ItáliaLuigi Mastrangelo · Marco Meoni · Pasquale Gravina · Paolo Torre · Valerio Vermiglio · Samuele Papi · Francesco Biribanti · Alberto Cisolla · Cristian Savani · Luca Tencati · Hristo Zlatanov · Damiano Pippi · Andrea Giani · Alessandro Fei · Daniele Vergnaghi · Vigor Bovolenta · Paolo Cozzi · Matej Cernic · Técnico: Gian Paolo Montali |

| 4  | Chéquia       |
| 5  | Bulgária      |
| 6  | Espanha       |
| 7  | Grécia        |
| 8  | Rússia        |
| 9  | Polónia       |
| 10 | França        |
| 11 | Alemanha      |
| 12 | Países Baixos |
| 13 | Cuba          |
| 14 | Japão         |
| 15 | Portugal      |
| 16 | Venezuela     |

## Prêmios
- MVP (Most Valuable Player):  Ivan Miljkovic
- Maior Pontuador:  Ivan Miljkovic
- Melhor Ataque:  Martin Lebl
- Melhor Bloqueio:  Andrija Geric
- Melhor Saque:  Andrija Geric
- Melhor Recepção:  Sérgio Dutra Santos
- Melhor Defesa:  Sérgio Dutra Santos